# Paragigantione papillosa
Paragigantione papillosa là một loài chân đều trong họ Bopyridae. Loài này được Barnard miêu tả khoa học năm 1920.